# هازجة كندا
هازجة كندا هو طائر صغير من الهوازج